# Ardisia stonei
Ardisia stonei är en viveväxtart som beskrevs av N. Sasidharan och V.V. Sivarajan. Ardisia stonei ingår i släktet Ardisia och familjen viveväxter. Inga underarter finns listade i Catalogue of Life.